# Ruben Örtegren
Ruben Örtegren   (Estocolm, 19 d'octubre de 1881 - 27 de febrer de 1965) va ser un tirador suec que va competir a començaments del segle xx.
El 1912 va prendre part en els Jocs Olímpics d'Estocolm, on va disputar tres proves del programa de tir. En la prova de carrabina, 50 metres per equips guanyà la medalla de plata, mentre la prova individual fou 19è i en la de rifle lliure, des de 600 metres 49è.